# ایپریندول
ایپریندول (انگلیسی: Iprindole) نوعی داروی ضدافسردگی سه حلقه ای آتیپیک است که دیگر استفاده نمی‌شود.